# Brave Enough
Albums de Lindsey Stirling
Shatter Me
(2014) Warmer in the Winter
(2017)
Brave Enough est le troisième album studio de musicienne électronique Américaine Lindsey Stirling, sortie indépendamment sur l'empreinte Lindseystomp Enregistrements le 19 août 2016. L'album comporte des collaborations avec Christina Perri, Dan + Shay, Lecrae, et plusieurs autres chanteurs. L'album est composé de six morceaux instrumentaux et huit pistes vocales.

## Singles
Le 28 juin 2016, The Arena, le premier single de l'album a été publié. Le clip musical pour The Arena a débuté le même jour.
Le 15 juillet, le deuxième single Something Wild (avec Andrew McMahon) est sorti et le clip musical a été publié le 3 août. Something Wild passe au moment du générique de fin du film Disney Peter et Elliott le dragon. 
Le troisième single, Prism, est sorti le 6 août.
Le quatrième single, Hold my Heart (avec ZZ Ward), est sorti le 16 novembre. 
Le cinquième single, Love's Just a Feeling (avec Rooty) est sorti le 6 mars 2017, et le clip musical est sorti le même jour.

## Liste des pistes
| 1.  | Lost Girls                                                      | 4:35 |
| 2.  | Brave Enough (avec Christina Perri)                             | 4:23 |
| 3.  | The Arena                                                       | 3:52 |
| 4.  | The Phoenix                                                     | 4:04 |
| 5.  | Where Do We Go (avec Carah Faye)                                | 4:15 |
| 6.  | Those Days (avec Dan + Shay)                                    | 3:50 |
| 7.  | Prism                                                           | 3:32 |
| 8.  | Hold My Heart (avec ZZ Ward)                                    | 3:29 |
| 9.  | Mirage (avec Raja Kumari)                                       | 4:22 |
| 10. | Don't Let This Feeling Fade (featuring Rivers Cuomo and Lecrae) | 3:26 |
| 11. | First Light                                                     | 3:23 |
| 12. | Love's Just a Feeling (avec Rooty)                              | 3:49 |
| 13. | Something Wild (avec Andrew McMahon)                            | 3:44 |
| 14. | Gavi's Song                                                     | 4:32 |

| 15. | Waltz            | 3:58 |
| 16. | Afterglow        | 3:38 |
| 17. | Powerlines       | 4:42 |
| 18. | Forgotten Voyage | 4:00 |

| 15. | Activate | 3:08 |

## Classements

### Cassements hebdomadaires
| Classements (2016)                             | Meilleure position |
| ---------------------------------------------- | ------------------ |
| Allemagne Albums                               | 4                  |
| Australie Albums                               | 39                 |
| Autriche Albums                                | 5                  |
| Région flamande (Belgique) Albums              | 39                 |
| Wallonie (Belgique) Albums                     | 36                 |
| Canada Albums                                  | 7                  |
| Écosse Albums                                  | 56                 |
| États-Unis Billboard 200                       | 5                  |
| États-Unis Billboard Albums Classiques         | 1                  |
| États-Unis Billboard Albums Indépendantes      | 2                  |
| États-Unis Billboard Albums Dance/Électronique | 1                  |
| Italie Albums                                  | 66                 |
| France Albums                                  | 9                  |
| Nouvelle-Zélande Albums Heatseekers            | 2                  |
| Pologne Albums                                 | 22                 |
| Royaume-Uni Albums                             | 100                |
| Suisse Albums                                  | 3                  |

### Classements annuels
| Classements (2016)                             | Position |
| ---------------------------------------------- | -------- |
| États-Unis Billboard Albums Classiques         | 3        |
| États-Unis Billboard Albums Dance/Électronique | 2        |
| États-Unis Billboard Albums Indépendantes      | 15       |